# Köttfärs

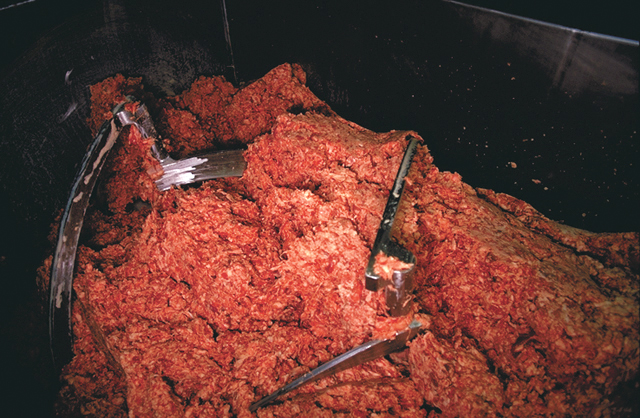
Nötfärs i köttkvarn.

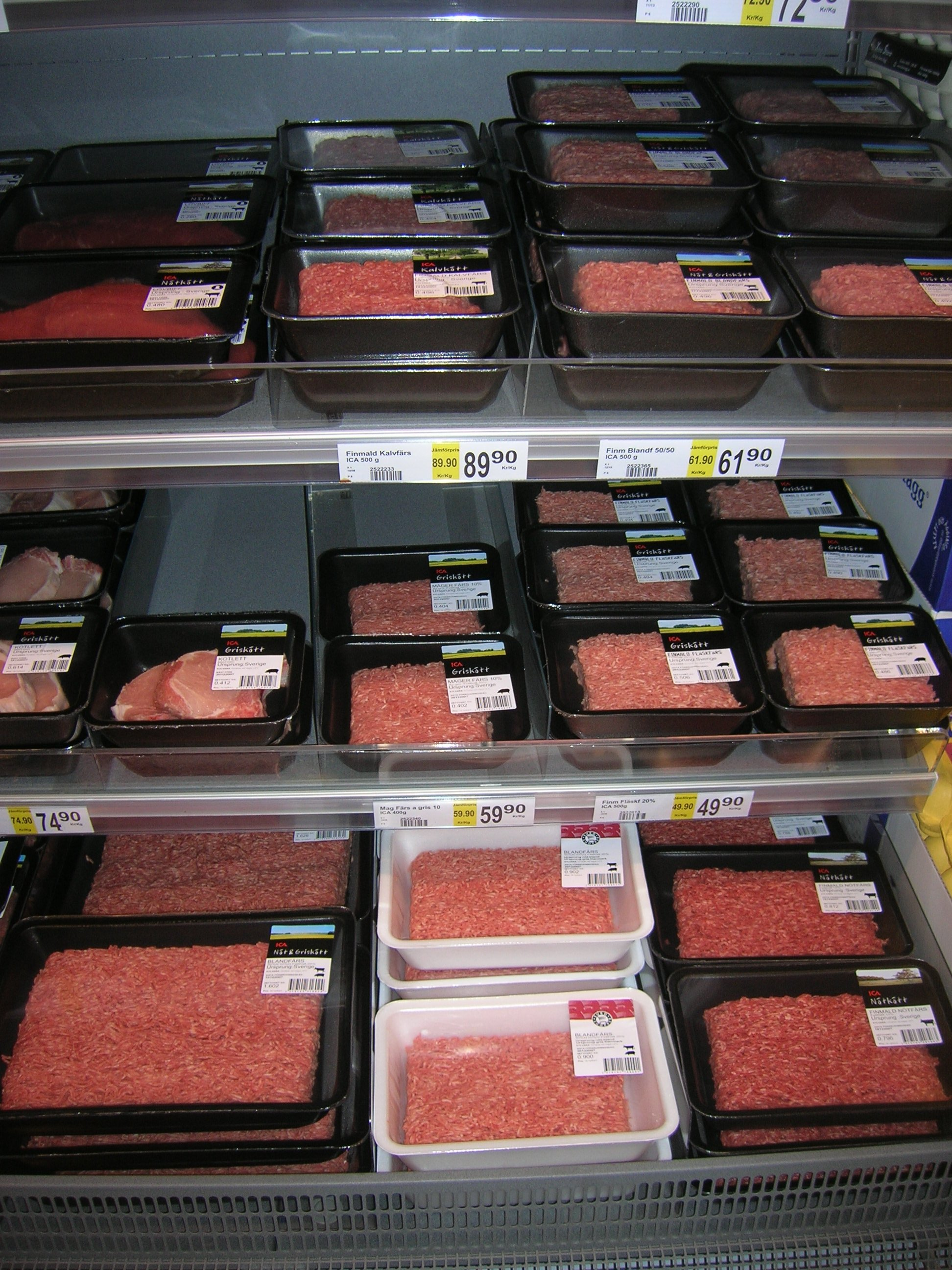
Paketerad köttfärs i en butiksdisk.

Köttfärs (finlandssvenska: malet kött) är nedmalda delar av kött. Färs är en betydligt känsligare råvara än helt kött, vad gäller bland annat hållbarhet, tillagning och förvaring.
De tre allra vanligaste sorterna av köttfärs är:
- Fläskfärs (endast fläskkött)
- Nötfärs (endast nötkött)
- Blandfärs (nötkött och fläskkött, ofta "50/50" det vill säga hälften nöt, hälften fläsk).

Andra vanliga färser är lammfärs, kalvfärs, kycklingfärs, högrevsfärs (färs på den sorterade styckdetaljen högrev, en normal beståndsdel i vanlig nötfärs) samt älgfärs.
Innan köttkvarnar fanns, tillverkades köttfärsen med kötthack. 
Det var i äldre tid vanligare med köttpuré – kött som kokats tills det upplösts. Det närmaste köttfärs man kom var annars skrapat kött, vilket dock fordrade en stor arbetsinsats.

## Alternativ till köttfärs
Medan andra världskriget pågick och kött var bristvara i Sverige tillagades vad som kallades "Falsk kalvfärs" med ingredienser av grönsaker eller rotfrukter, framför allt palsternackor, potatis, gul lök och morötter. Numera finns det veganska och lakto-ovo-vegetariska alternativ till köttfärs, exempelvis sojafärs som baseras på sojaprotein och quornfärs som baseras på svampmycel och äggvita.